# Bruno de Barros
Pour les articles homonymes, voir Lins (homonymie) et Barros.
Bruno Lins Tenório de Barros  (né le 7 janvier 1987 à Maceió) est un athlète brésilien spécialiste des épreuves de sprint.

## Carrière
Il se classe deuxième du 200 mètres et premier du relais 4 × 100 mètres lors des Championnats ibéro-américains de 2008. Sélectionné pour les Jeux olympiques de Pékin, il termine au pied du podium du relais 4 × 100 m aux côtés de ses coéquipiers brésiliens, s'inclinant de 9 centièmes de secondes face à l'équipe du Japon, médaillée de bronze. Il participe par ailleurs à l'épreuve du 200 mètres mais est éliminé dès les séries (21 s 15).
Bruno de Barros est suspendu deux ans par l'IAAF du 15 juin 2009 au 14 juin 2011 après avoir été contrôlé positif à l'EPO.
En août 2011, à São Paulo, le Brésilien établit le temps de 20 s 16 sur 200 m, signant provisoirement la sixième meilleure performance mondiale de l'année.
Le 5 juillet 2013, il remporte la médaille d'argent sur 100 m lors des Championnats d'Amérique du Sud d'athlétisme 2013 à Carthagène des Indes.
En 2017, il devient champion d'Amérique du Sud du relais 4 × 100 m à Luque. Individuellement, il est deuxième du 100 m derrière le Colombien Diego Palomeque.

## Palmarès
| Date | Compétition                    | Lieu                 | Résultat | Épreuve   | Temps        |
| ---- | ------------------------------ | -------------------- | -------- | --------- | ------------ |
| 2008 | Championnats ibéro-américains  | Iquique              | 2e       | 200 m     | 20 s 95      |
| 2008 | Championnats ibéro-américains  | Iquique              | 1er      | 4 × 100 m | 38 s 96      |
| 2008 | Jeux olympiques                | Pékin                | 3e       | 4 × 100 m | 38 s 24      |
| 2009 | Championnats d'Amérique du Sud | Lima                 | 3e       | 200 m     | DQ           |
| 2011 | Championnats du monde          | Daegu                | 6e       | 200 m     | 20 s 31      |
| 2011 | Jeux panaméricains             | Guadalajara          | 3e       | 200 m     | 20 s 45      |
| 2011 | Jeux panaméricains             | Guadalajara          | 1er      | 4 × 100 m | 38 s 18      |
| 2013 | Championnats d'Amérique du Sud | Carthagène des Indes | 2e       | 100 m     | 10 s 33      |
| 2014 | Jeux sud-américains            | Santiago             | 1er      | 4 × 100 m | 38 s 90      |
| 2014 | Relais mondiaux de l'IAAF      | Nassau               | 4e       | 4 × 100 m | 38 s 40      |
| 2015 | Relais mondiaux de l'IAAF      | Nassau               | 4e       | 4 × 100 m | 38 s 63      |
| 2015 | Jeux panaméricains             | Toronto              | 2e       | 4 × 100 m | 38 s 68      |
| 2016 | Championnats ibéro-américains  | Rio de Janeiro       | 2e       | 100 m     | 10 s 25      |
| 2016 | Championnats ibéro-américains  | Rio de Janeiro       | 3e       | 200 m     | 20 s 54      |
| 2016 | Championnats ibéro-américains  | Rio de Janeiro       | 2e       | 4 × 100 m | 38 s 65      |
| 2016 | Jeux olympiques                | Rio de Janeiro       | 6e       | 4 × 100 m | 38 s 19      |
| 2017 | Championnats d'Amérique du Sud | Luque                | 2e       | 100 m     | 10 s 22      |
| 2017 | Championnats d'Amérique du Sud | Luque                | 1er      | 4 × 100 m | 39 s 47      |
| 2017 | Championnats d'Amérique du Sud | Luque                | 2e       | 4 × 400 m | 3 min 7 s 32 |
| 2021 | Championnats d'Amérique du Sud | Guayaquil            | 1er      | 4 × 100 m | 39 s 10      |
| 2021 | Championnats d'Amérique du Sud | Guayaquil            | 1er      | 4 × 400 m | 3 min 4 s 25 |

## Records
| Épreuve | Performance | Lieu      | Date         |
| ------- | ----------- | --------- | ------------ |
| 100 m   | 10 s 16     | São Paulo | 21 mars 2009 |
| 200 m   | 20 s 16     | São Paulo | 6 août 2011  |